# Zacazonapan
Zacazonapan est une municipalité de l'État de Mexico, au Mexique. Elle couvre une superficie de 67,14 km2 et compte 4 137 habitants en 2015.